# لوسباترسبت
لوسباترسبت (Luspatercept)، الذي يُباع تحت الإسم التجاري ريبلوزيل (Reblozyl) ، هو دواء يستخدم لعلاج انخفاض خلايا الدم الحمراء في مرض الثلاسيميا بيتا ومتلازمة خلل التنسج النقوي (MDS). يستخدم في الحالات التي لا يزيد فيها خطر الإصابة بسرطان الدم عن المتوسط ولا يعمل الإريثروبويتين. ويعطى عن طريق الحقن تحت الجلد.
تشمل الآثار الجانبية الشائعة لهذا العلاج على: التعب والصداع وآلام العضلات والدوخة والغثيان والسعال وردود الفعل التحسسية. قد تشمل الآثار الجانبية الأخرى أيضا جلطات الدم وارتفاع ضغط الدم. أما استخدامه في فترة الحمل فقد يضر الجنين.
تمت الموافقة على لوسباترسيبت للاستخدام الطبي في الولايات المتحدة في عام 2019 وأوروبا في عام 2020. في الولايات المتحدة يكلف حوالي 11000 دولار أمريكي مقابل 75 ملغ اعتبارًا من عام 2021. في كندا يكلف هذا المقدار حوالي 6600 دولار كندي. وفي حين تمت الموافقة عليه في المملكة المتحدة وأوروبا، إلا أنه غير متوفر حاليًا هناك اعتبارًا من عام 2021.